# 後院通

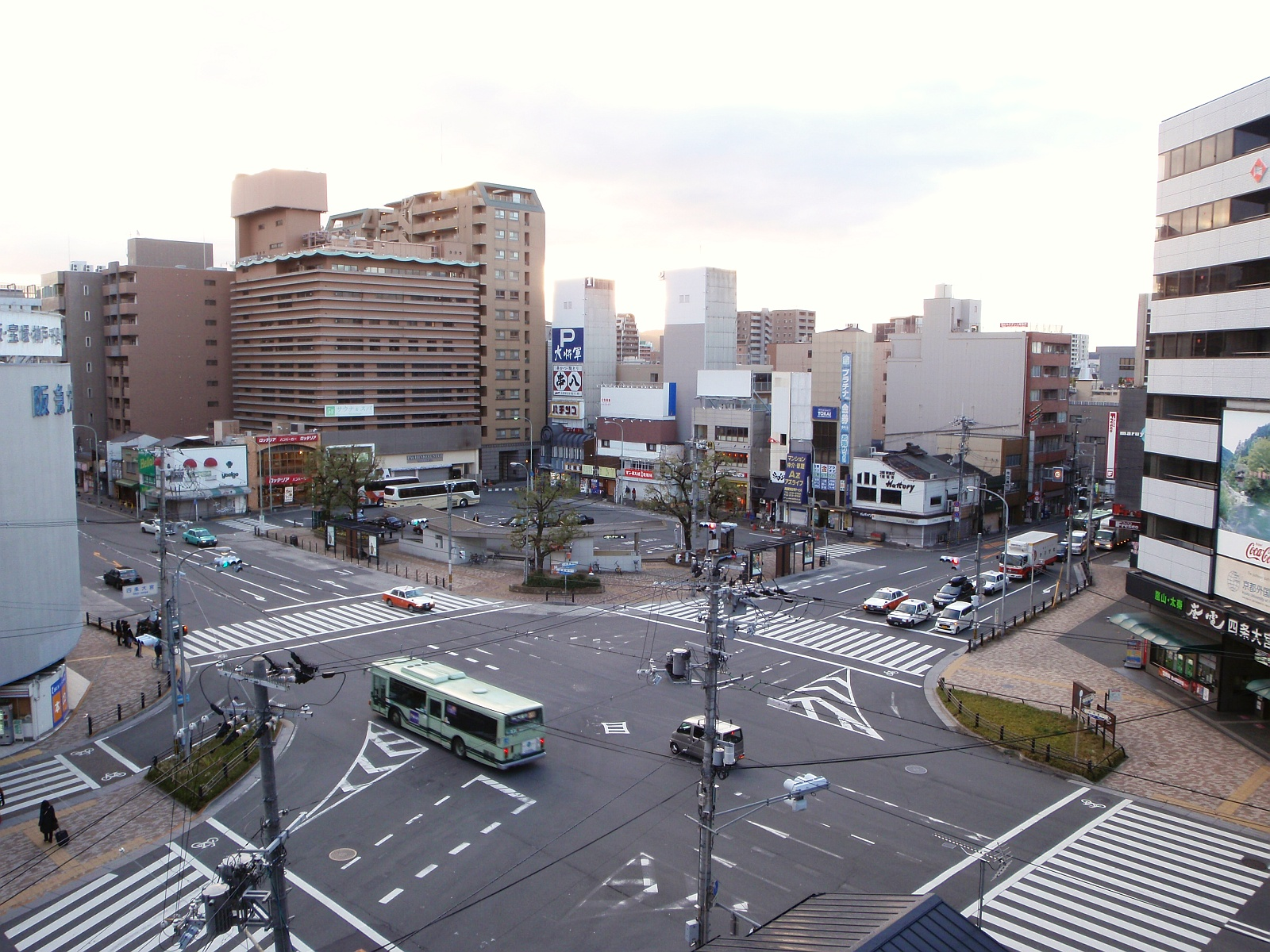
後院通の南端である四条大宮交差点を北西側から見た様子。南から来た大宮通は、四条通と交差した北側では幅が狭くなる（南行き一方通行）。これに対し、後院通の幅は幹線道路に匹敵し、大宮通の南側とは交通の流れが連続するような形になっている。

後院通（こういんどおり）は京都市中京区に所在する道路である。

## 概要
千本三条と四条大宮を結ぶ通りである。
明治時代に京都市三大事業の一環として路面電車敷設と同時に街路建設を行う際、四条大宮以南の大宮通りを拡張、その連絡道路として斜めに道路を建設、1912年（明治45年）6月11日、京都市電気軌道事務所（後の京都市交通局）発足及び千本線、大宮線を開通させ運行を開始した。1928年（昭和3年）の京都市告示第252号による路線名改称時までは車庫前通と呼ばれていたが、これ以降に後院通となった。
また、この通りの沿線に京都市交通局本局庁舎が設置されていた（サンサ右京への庁舎移転後、規模を縮小して壬生操車場となり、縮小した分は京都府警察本部中京警察署となった。）

## 沿道の主な施設
- 千本三条交差点
- 学校法人立命館立命館大学朱雀キャンパス
- 京都中央信用金庫三条支店
- 京都信用金庫朱雀支店
- 京都市立朱雀第一小学校
- 京都市消防局中京消防署中京消防団朱雀第一分団
- たんぽぽ福祉会朱一保育園
- 京都市交通局自動車部 壬生操車場
- 京都府警察中京警察署 - 京都市域所在の警察署再編にともない、京都市交通局本局庁舎の跡地に設置された[1]。
- 京都市立洛中小学校
- 豐藏山休務寺（淨土宗西山禪林寺派）
- りそな銀行四条大宮支店
- 王将フードサービス餃子の王将四条大宮店（1号店）
- 四条大宮交差点
  - 大宮駅（阪急京都本線）
    - 大宮阪急ビル
    - プラネシア阪急大宮ビル（mibuna京都大宮）

  - 四条大宮駅（京福電気鉄道嵐山本線）

## 路線情報

### 交差する主な道路
- 坊城通
- 六角通
- 蛸薬師通
- 壬生川通
- 錦小路通